# Numero (rivista satirica)
Numero è stata una rivista settimanale umoristica pubblicata dall'editore Bona dal 1914 al 1922, per un totale di 354 numeri.

## Storia editoriale
Il settimanale fu fondato nel 1914 a Torino da Pitigrilli, Eugenio Colmo, Nino Caimi e Giovanni Manca, con il sostegno di Guido Gozzano e Amalia Guglielminetti. Come d'uso al tempo, debuttò direttamente con il numero 2, lasciando intendere che un inesistente primo numero fosse andato immediatamente esaurito. Durante i primi anni si fece notare per il taglio interventista e antiaustriaco, nonché anticlericale e antigiolittiano. Fu inizialmente pubblicato a colori, per ripiegare su un più economico bianco e nero allo scoppio della guerra, e consisteva di articoli satirici, novelle, vignette e caricature, rime e concorsi.
Ebbe tra i suoi prestigiosi collaboratori Filiberto Scarpelli, Sergio Tofano, Aldo Bandinelli, Yambo, Mario Mossa De Murtas, Ivo Pannaggi, Guido Moroni Celsi, Bruno Angoletta, Carlo Bergoglio, Roberto Sgrilli, Giuseppe Porcheddu, Augusto Majani, Enrico Sacchetti.